# Меллінген (Ааргау)
Меллінген (нім. Mellingen AG) — місто  в Швейцарії в кантоні Ааргау, округ Баден.

## Географія
Місто розташоване на відстані близько 85 км на північний схід від Берна, 18 км на схід від Аарау.
Меллінген має площу 4,9 км², з яких на 29,5% дозволяється будівництво (житлове та будівництво доріг), 33,6% використовуються в сільськогосподарських цілях, 31,5% зайнято лісами, 5,4% не є продуктивними (річки, льодовики або гори).

## Демографія
2019 року в місті мешкало 5772 особи (+24,2% порівняно з 2010 роком), іноземців було 34%. Густота населення становила 1185 осіб/км².
За віковим діапазоном населення розподілялося таким чином: 21,7% — особи молодші 20 років, 62,6% — особи у віці 20—64 років, 15,7% — особи у віці 65 років та старші. Було 2496 помешкань (у середньому 2,3 особи в помешканні).
Із загальної кількості 1866 працюючих 23 було зайнятих в первинному секторі, 524 — в обробній промисловості, 1319 — в галузі послуг.